# Werner Wirth (Polizeipräsident)
Werner Wirth (* 8. Oktober 1922 in Rheinbay (Boppard); † 27. April 2007 in Bensberg) war ein deutscher Jurist und Polizeipräsident von Leverkusen.

## Leben und Wirken
Werner Wirth machte 1941 in Linz am Rhein das Abitur und wurde dann zum Reichsarbeitsdienst und schließlich zum Wehrdienst einberufen. An der Russlandfront erlitt er 1942 einen Lungendurchschuss. 1943 wurde er als Oberfähnrich der Artillerie erneut an die Ostfront geschickt, überlebte 1944 den Tscherkassy-Kessel und wurde mit dem Eisernen Kreuz ausgezeichnet. Bei Kriegsende setzen ihn die Amerikaner als Ortskommandanten in Norditalien ein.
1946 begann er mit dem Studium der Rechtswissenschaft in Mainz und legte 1949 das Erste Juristische Staatsexamen ab. Nach der Großen juristischen Staatsprüfung im Jahr 1952 war er Richter am Amtsgericht Köln. 1953 wechselte er zum Regierungspräsidium Köln, wo er in verschiedenen Dezernaten tätig war. In diese Zeit fiel die Ernennung zum Regierungsrat und 1959 die Ernennung zum Stellvertretenden Polizeipräsidenten in Duisburg. Dort wurde er Oberregierungsrat und 1963 Regierungsdirektor.
1966 wechselte Wirth von Duisburg nach Leverkusen, wo er Leiter der dortigen Polizeibehörde wurde. Dieses Amt hatte er bis zu seiner Pensionierung im Jahr 1987 inne, ab 1983 als Polizeipräsident. In seine Leverkusener Anfangszeit fiel auch der Neubau der Polizeidirektion in der Heymannstraße. 1974/75 hatte Wirth zusätzlich die Leitung der Kreispolizeibehörde Neuss inne.
Neben dieser Tätigkeit übte er einen Lehrauftrag für Beamtenrecht an der Polizei-Führungsakademie Hiltrup aus. Er war ebenfalls Vollmitglied der Arbeitsgemeinschaft der Polizeipräsidenten der Bundesrepublik Deutschland.

### Arbeitsschwerpunkt
Um die Polizei in einen engen und fruchtbaren Kontakt mit den Leverkusener Bürgern, Schulen, Vereinen, städtischen Ämtern und dem Bayerwerk zu bringen, schrieb Wirth 1967 einen Rundbrief an 155 Stellen, in dem er die Intensivierung der polizeilichen Öffentlichkeitsarbeit ankündigte. Er betonte hierin den Eigenschutz des Bürgers und bat darum, sich mit aktuellen Fragen an die Polizei zu wenden. Aus dem Rücklauf wurden Themenvorschläge für Vortragsveranstaltungen definiert. Diese wurden in der Folgezeit permanent weiterentwickelt und im Sinne einer vorbeugenden Aufklärung durchgeführt. Sie fanden großen Anklang in der Öffentlichkeit und erzeugten ebenfalls den angestrebten direkten Kontakt bei auftretenden Problemen.
Werner Wirth stellte bei seiner Arbeit den Menschen über die Akten und sah auch bei Verbrechen hinter der Tat den Menschen. Seine auf den Menschen zugehende und verbindliche Art sowie seine musikalische Begabung – Wirth spielte Geige und Klavier bei diversen Anlässen wie dem traditionellen Prinzenempfang – förderten das Verständnis zwischen Polizei und der Öffentlichkeit.

## Tod
Wirth, der von 1960 bis zu seinem Tod im Alter von 84 Jahren in Bergisch Gladbach-Bensberg wohnte, wurde am 3. Mai 2007 auf dem Bensberger Friedhof beigesetzt.

## Auszeichnungen
- 1972 Ritter des Humors als 'Werner der Gewaltige'[15][16] bei der KG Wiesdorfer Rheinkadetten
- 1984 Malteser-Plakette in Gold
- 1985 Bundesverdienstkreuz am Bande „für die Aufrechterhaltung der Sicherheit und für den guten Kontakt zum Bürger“[17][18]

## Veröffentlichungen
- Jahresberichte 1966 bis 1982 der Polizeidirektion Leverkusen[19]
- Jahresberichte 1983 bis 1987 des Polizeipräsidiums Leverkusen[19]